# Stützkondensator
Als Stützkondensator oder Entkopplungskondensator wird der Einsatz eines Kondensators zur Stabilisierung der Versorgungsspannung in hochfrequenten und komplexen digitalen Schaltungen bezeichnet. In der Funktion ist er einem Glättungskondensator ähnlich. Hier werden zu jedem IC oder Schaltungsabschnitt ein oder mehrere Kondensatoren parallel zur Versorgungsspannung geschaltet, die als Spannungs- oder Energiequelle in Momenten hohen Strom- bzw. Leistungsbedarfs wirken. Durch ihre niedrige Impedanz bei hohen Frequenzen verringern sie die Impedanz der übergeordneten Spannungsversorgung oder deren Zuleitung und verhindern eine gegenseitige Beeinflussung der Energieversorgung von Teilschaltungen. Auf den Ausgangs-Signalleitungen vermindern sie sowohl „Überschwinger“ als auch „Unterschwinger“ der Signalpegel und damit die Möglichkeit von Störungen in der Signalverarbeitung. Umgekehrt können Kondensatoren störende, zeitlich begrenzte Überspannungen in elektronischen Schaltungen aufnehmen und so ihre Ausbreitung und schädliche Wirkung vermindern.